# Mode des années 1950 en France
La mode des années 1950 en France marque de profonds bouleversements à la suite des années de guerre. La haute couture va connaître son second âge d'or durant toute la décennie et redonner à Paris la place centrale qu'elle occupait depuis le milieu du XIXe siècle, donnant ainsi à la mode française une influence mondiale à tous les niveaux, jusque dans la rue ; tous les regards sont tournés vers la capitale où le mot « élégance » est la seule règle. Cette époque est marquée par les couturiers Christian Dior en tout premier lieu, Cristóbal Balenciaga, Jean Dessès, Jacques Fath, Pierre Balmain et Hubert de Givenchy. Pour le quotidien, la mode est toujours réalisée par des couturières de quartier ou chez soi, copiant parfois les modèles de la haute couture qui sont diffusés plus largement.
Symboliquement, la mode des années 1950 débute un matin de février 1947, date connaissant un défilé historique qui révolutionne le vêtement et l'image de la femme. Celle-ci voit sa taille se cintrer, ses jupes rallonger et sa silhouette mise en valeur, oubliant le style informe des années de guerre ; le chapeau et le manteau sont des éléments indispensables à sa garde-robe. Alors que la femme doit tenir son foyer, la jeune génération, plus libre, s'approprie les codes de la couture ou invente ses propres styles. À la fin de cette période, la taille a disparu, les lignes sont plus floues.
De son côté, la mode masculine évolue de façon moins significative, le costume restant de rigueur pour de multiples occasions, bien que le sportswear progresse. Les fibres synthétiques ont envahi la confection.
L’élitiste haute couture n'étant pas suffisante pour faire vivre une maison de couture, les couturiers développent, à grand renfort de publicités, parfums et lignes secondaires luxueuses, prémices du prêt-à-porter qui va déferler la décennie suivante.

## Histoire

### Préambule
Durant la Seconde Guerre mondiale, période de restrictions et d'angoisses peu propices à la mode, de nombreuses maisons de couture ont fermé et les tissus sont rationnés. Une entraide et solidarité s’établit dans la confection. Les robes et vestes larges, pratiques, souvent chaudes, ainsi que les jupes courtes, dominent le vestiaire féminin. À la fin de la Guerre, ce rationnement est toujours imposé. La capitale de la mode, que les Allemands avaient tenté de transférer de Paris à Berlin puis Vienne, au tout du moins de la créativité, est aux États-Unis avec les balbutiements du prêt-à-porter pour une mode simple et inventive héritée des années de guerre. Si les pays européens sont parfois au bord de la faillite, l'Amérique sort du conflit relativement indemne et riche ; elle lance le plan Marshall.
Lucien Lelong, alors président d'honneur de la Chambre syndicale de la couture parisienne, se bat — comme tout au long de la Guerre — pour redonner à Paris son rôle central dans la mode. Il porte Le Théâtre de la Mode, spectacle de petits mannequins habillés par le Tout-Paris de la mode, dans le monde entier. De nombreuses nouvelles maisons ouvrent leurs portes peu après la capitulation du Troisième Reich, comme celles de Pierre Balmain ou de Carmen de Tommaso, remplaçant celles qui ont définitivement fermé en 1939 comme Mainbocher. Certaines ouvrent après plusieurs années d'inactivité, à l'image de Schiaparelli et Molyneux, et conservent leur rang au sein de la haute couture parisienne. D'autres déménagent comme Maggy Rouff qui s'installe avenue Matignon, ou Jacques Griffe. Celles qui n'ont pas fermé durant la Guerre, continuent leur activité, comme les maisons de Robert Piguet, Jacques Fath, ou de Cristóbal Balenciaga. Partout en France l'industrie textile se reconstruit. Américains, Australiens, Anglais, les acheteurs du monde entier investissent Paris dès la Libération. Micheline Bernardini s'affiche vêtue d'un bikini, déclenchant de vives critiques à cause de ses dimensions, mais également parce qu'il laisse apparaître le nombril. Malgré l'euphorie de cette époque, il faut attendre un peu avant que la mode ne subisse un renouveau qui va balayer celle des années de conflit.

### «La mode nouvelle»

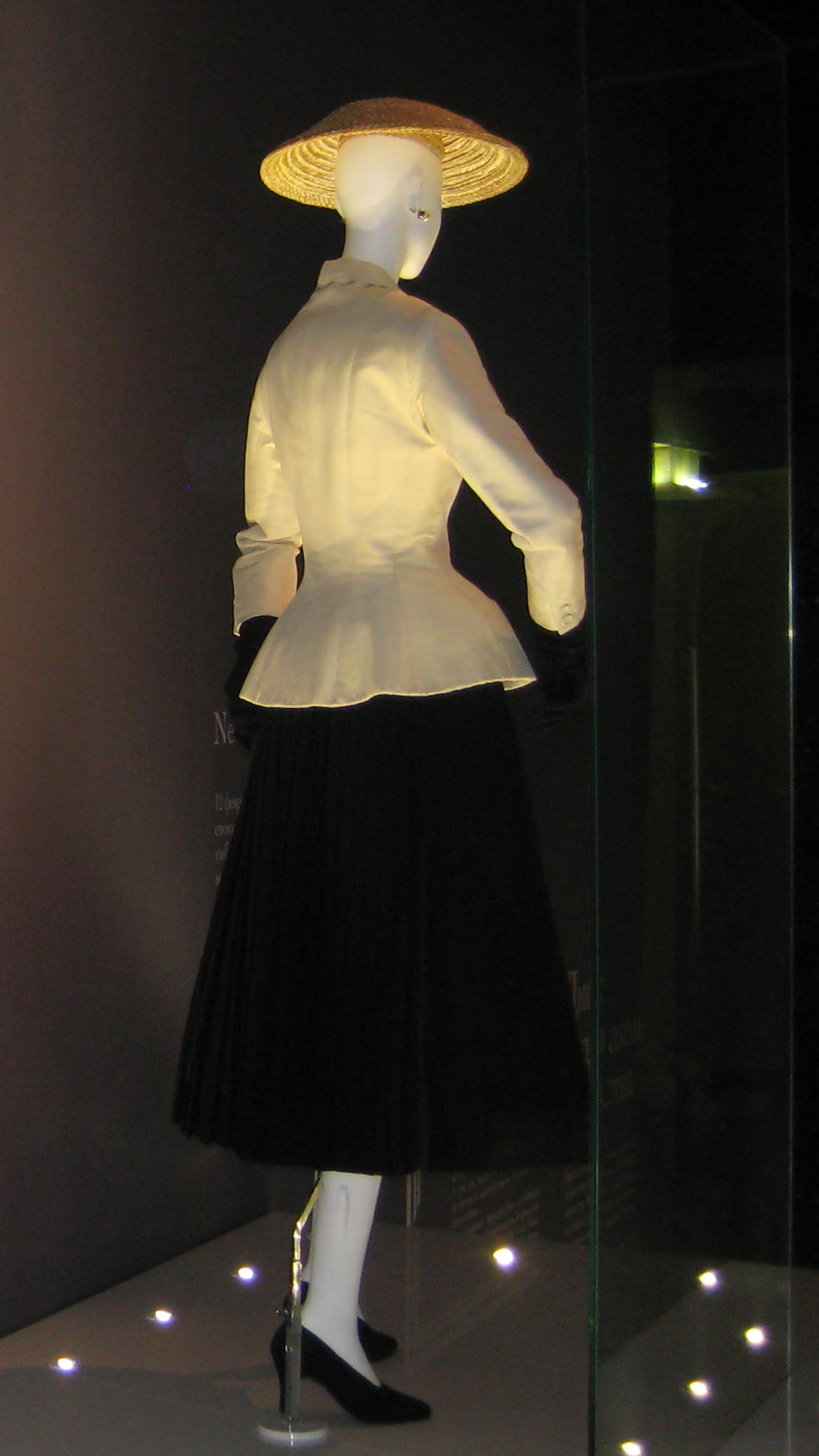
Dior : le tailleur Bar de 1947.

La mode des années 1950 débute le 12 février… 1947 ; ce matin là avenue Montaigne, un nouveau couturier, Christian Dior, présente sa première collection. Tenue secrète, des rumeurs se sont répandues sur l'importance de celle-ci, le nom du couturier est sur toutes les lèvres. À l'issue du défilé, la journaliste américaine Carmel Snow du Harper's Bazaar rebaptise cette collection « New Look ». Dans les jours qui suivent, ce New Look va révolutionner la mode mondiale, marquant par la profusion de ses tissus et par sa féminité exacerbée — s'appuyant sur l'héritage des créations de Marcel Rochas —, par son optimisme, la fin des années de privations : malgré l'élitisme de la haute couture, le New Look donne l'image d'un avenir meilleur. Alternant entre scandale et succès suivant les publics, l'inconnu Dior est propulsé au firmament de la mode,. Il va dominer jusqu'à sa mort la haute couture, donnant à chaque saison de son influence majeure. La tendance des vêtements à la ligne floue des années de conflit passe rapidement à une silhouette corsetée, avec des vêtements cintrés marquant les hanches et la poitrine, complétés d'une jupe longue, large dans le bas, ou au contraire très étroite et tubulaire. « Nous abandonnons à l'orée de ce printemps 1947 les robes trop courtes, les vestes trop longues, les jupes de petites filles qui ne veulent plus grandir, ce style conçu pour l'époque difficile de la bicyclette. Ce qui frappe le plus dans les conceptions des maîtres de la couture c'est évidemment l'allongement spectaculaire des robes. Des jupes collantes gainent le corps, tandis que d'autres longues et plissées donnent à la démarche une grâce d'envol. ». Les manteaux, bien qu'amples, sont également serrés à la taille pour épouser la silhouette du New Look et assez longs pour couvrir jupe ou robe. Ces années là, les fourreurs et les modistes sont nombreux ; se couvrir les cheveux d'un large chapeau ou au moins un petit couvre-chef est obligatoire, de même que les gants le plus souvent,. Les accessoires, que ce soit le sac à main, l'indispensable ceinture marquant la taille, ou les chaussures, se doivent d'être assortis. Bien que l'industrie de la chaussure soit très présente en Italie, les chausseurs Charles Jourdan et Roger Vivier créent des modèles luxueux en France. Les publicités pour les parfums et cosmétiques envahissent la presse, ces produits apportant des revenus aux couteuses maisons de couture.
Dès septembre 1947, le magazine ELLE résumant l'année écoulée titre en couverture « La mode nouvelle » ; sa rédactrice en chef Hélène Lazareff insiste sur la place prépondérante de la haute couture française qui « a contraint le monde entier à reconnaître sa suprématie ». Une fois de plus, d'après ce magazine, la seconde collection de Dior « bouleverse le monde entier ». Vogue précise qu'« il y a des moments où la mode change radicalement. Il ne s'agit pas de changements de détails. C'est toute l'attitude de la mode qui se modifie, et avec elle la structure même du corps. Et c'est précisément ce qui est en train de se passer. » La prospérité de la haute couture française est de retour et celle-ci va influencer directement la rue.
Cristóbal Balenciaga, le « couturier des couturiers », « Le Maître », a ouvert sa maison de couture en 1937 Avenue George-V mais rencontre le succès après la Guerre avec ses vêtements élégants, raffinés, alternant entre l'usage de couleurs sombres ou colorés. L'apparence de simplicité et d'équilibre qui résulte de ses créations cache en fait une rigueur à toutes les étapes de la confection, dont le montage est souvent compliqué,. Son modèle phare des années 1950 — créé à l'origine pour Carmel Snow — et de multiples fois réinterprété consiste en « une veste semi-ajustée à encolure dégagée et une jupe simple, soit droite, soit à deux ou quatre pans légèrement évasés. » Mais le couturier se fait également connaitre par d'autres styles très différents qu'il maitrise à la perfection : ses robes ballons, robes tonneaux ou robes sacs, ses capes, ses tailleurs… Ses vêtements semblent parfois flotter sur le corps. Si ceux destinés à la journée sont sobres et pratiques, les robes du soir sont « majestueuses ». Le couturier ne cherche nullement à influencer la tendance de l'époque, il expérimente et coupe, il est la tendance. Éminemment respecté, Balenciaga fait l'unanimité des médias et des couturiers, y compris auprès du premier d'entre eux, Dior.
En cette période conservatrice, l'émancipation vestimentaire acquise par les femmes durant la Guerre est révolue, effacée par Dior. La « maîtresse de maison » se doit d'être toujours correctement habillée au foyer, y compris pour les tâches ménagères ; chaque moment de la journée est codifié par un style de tenue ; pour les courses ou le shopping, il convient de se vêtir d'une robe élégante et d'être toujours apprêtée. « Nous allons devenir féminines en insistant sur une taille fine, des hanches plus marquées, des talons plus hauts » écrit Good Housekeeping. La publicité véhicule cette image idéalisée. Les marques américaines Revlon, Helena Rubinstein ou Elizabeth Arden dominent le marché des cosmétiques et leur expansion va de pair avec le lancement permanent de nouveaux produits, appuyé par de larges campagnes de communication ; le maquillage des yeux et des lèvres est primordial. Le teint clair et la bouche foncée, les longs traits d'eye-liner rehaussés d'indispensables faux-cils, sont des classiques. Les mannequins et modèles, dont le métier s'améliore et devient enviable grâce à Eileen Ford entre autres, contribuent à répandre ces préceptes de maquillage. Au-delà des couturiers, les photographes de mode perpétuent à diffuser l'image de la femme. Irving Penn — et sa femme — est, ces années là, d'une influence déterminante. « Hautaine et solennelle […] la femme selon Penn est imperturbable et sûre d'elle-même. ». Le cinéma est également un vecteur de diffusion de la mode, et de nombreux couturiers ont une activité de costumier.

### «La nouvelle silhouette»
Les fibres synthétiques se répandent, à l'image du nylon pour les bas qui deviennent de plus en plus fins, du Rhovyl, de l'acrylique, ou du Rilsan plus tard, ; celles-ci donnent des vêtements chauds, solides, légers ou faciles à nettoyer et repasser. « Laver et porter » en est le principe. Un usage important du nylon mélangé à d'autres fibres est fait pour la fabrication de la lingerie qui entraine des ventes importantes de sous-vêtements grâce à son aspect pratique. Si le corset à baleines perdure, le porte-jarretelles ou la gaine-culotte prennent l'avantage. La guêpière ou le serre-taille font partie intégrante de la garde-robe féminine de celles qui suivent la mode afin de maintenir cette silhouette à taille étroite imposée par le style Dior. Les soutiens-gorge pointus se doivent de bien séparer chaque sein et faire une poitrine proéminente.
Les textiles s’allègent également pour l'ensemble complet-veston de l'homme qui n'a que peu évolué depuis les années de guerre, et seulement dans les détails. Les chemises sont confectionnées elles aussi en nylon, la cravate n'est pas systématique et parfois remplacée par un foulard. Pour ses loisirs, les premiers signes du sportswear apparaissent, l'homme peut s'habiller de tenues plus décontractées. Les premiers défilés et présentations pour hommes sont lancés, ainsi que des salons professionnels. Vers le milieu des années 1950, le centre de la mode masculine bascule des classiques tailleurs londoniens, spécialistes du sur mesure, vers l'Italie.
Les beatniks, mouvement importé d'Amérique, apparaissent ainsi que d'autres sous-cultures comme les Teddy Boys, développant leur propre mode. Ce pays, qui a développé par obligation le principe de la fabrication en série durant les années de Guerre, va importer son modèle partout en Europe, posant en leader les prémices du prêt-à-porter,. L'idée même de ce « prêt-à-porter » et surtout le réseau commercial pour le distribuer n'existe pas, on parle alors de « confection », la production en plusieurs exemplaires d'un même modèle, à la distribution très localisée et le minimum d'essayages. Le Royaume-Uni se fait une spécialité dans la fabrication de différents textiles, qu'ils soient synthétiques ou naturels comme la traditionnelle laine. La mode londonienne reste classique, les restrictions en Angleterre perdurent jusqu'au début des années 1950. Seuls l'Américain Norman Hartnell (en) et l'Anglais Edwin Hardy Amies (en), surtout pour son rôle auprès de la famille royale d'Angleterre, sont largement médiatisés. D'origine britannique, le trench-coat est popularisé par les actrices hollywoodiennes. Les mannequins anglais de premier-plan, tels Goalen, Campbell-Walter ou Gunning viennent travailler en France, tout comme l'Américaine Suzy Parker. L'Italie de son côté développe une nouvelle créativité répartie entre Rome, Florence et Milan qui ne perce pas encore en France.
Jacques Fath, qui n'a pas fermé durant la Guerre, adaptant ses créations aux rigueurs parisiennes, est omniprésent dans la presse. Il rencontre la célébrité en 1947. Fath développe, dès la Libération, une mode très féminine pour les femmes sveltes, à base de robes fourreaux. Par la suite, il réinterprète le New Look de façon personnelle lui permettant d'être une influence majeure, au premier plan, avec des cols pointus, des créations audacieuses munies de grands ornements, ses luxueuses robes de bal et de soirée, ou le chemisier qu'il réalise pour sa muse Bettina, incarnation de la Parisienne. Il connaît ces années-là « une brève mais éclatante carrière. »
« La nouvelle silhouette » des couturiers, telle que l'appelle Vogue au début des années 1950, se caractérise par « une poitrine affirmée mais sans excès, une taille concave, des hanches bien dessinées, de longues jambes », résumée en une « taille serrée et des rondeurs accentuées ». « La ligne neuve » cite L'Officiel. Les régimes amincissants sont fréquents dans les magazines. Mais la mode corsetée de Dior, qui dure maintenant depuis plusieurs années, n'est pas l'apanage de tous. Balenciaga présente des lignes blousantes depuis un moment déjà, Madame Grès ou Jean Dessès prônent une ligne droite, et tous rencontrent le succès. Christian Dior, toujours influent, n'a plus le monopole sur la mode qu'il a connu depuis février 1947 ; Vogue, en 1951, dresse un bilan de ce début d'année : « La collection de Dior était sa meilleure depuis sa dernière sensation. Celle de Balenciaga égalait également en excellence celle de l'an passé. Fath, la comète, est désormais une étoile confirmée qui nous a offert une collection brillante. » La haute couture, image de la mode française, est commercialisée aux acheteurs du monde entier par l'intermédiaire de patrons, les « copies légales », reproduits localement. Mais alors que la mode est toujours majoritairement confectionnée chez soi par des couturières de quartier, cette élitiste haute couture entraine un nombre considérable de contrefaçons ; le moindre défilé ou le moindre article de presse est prétexte à toutes formes d'espionnage. Afin de lutter contre ces copies, des règles strictes sont édictées par la Chambre syndicale.

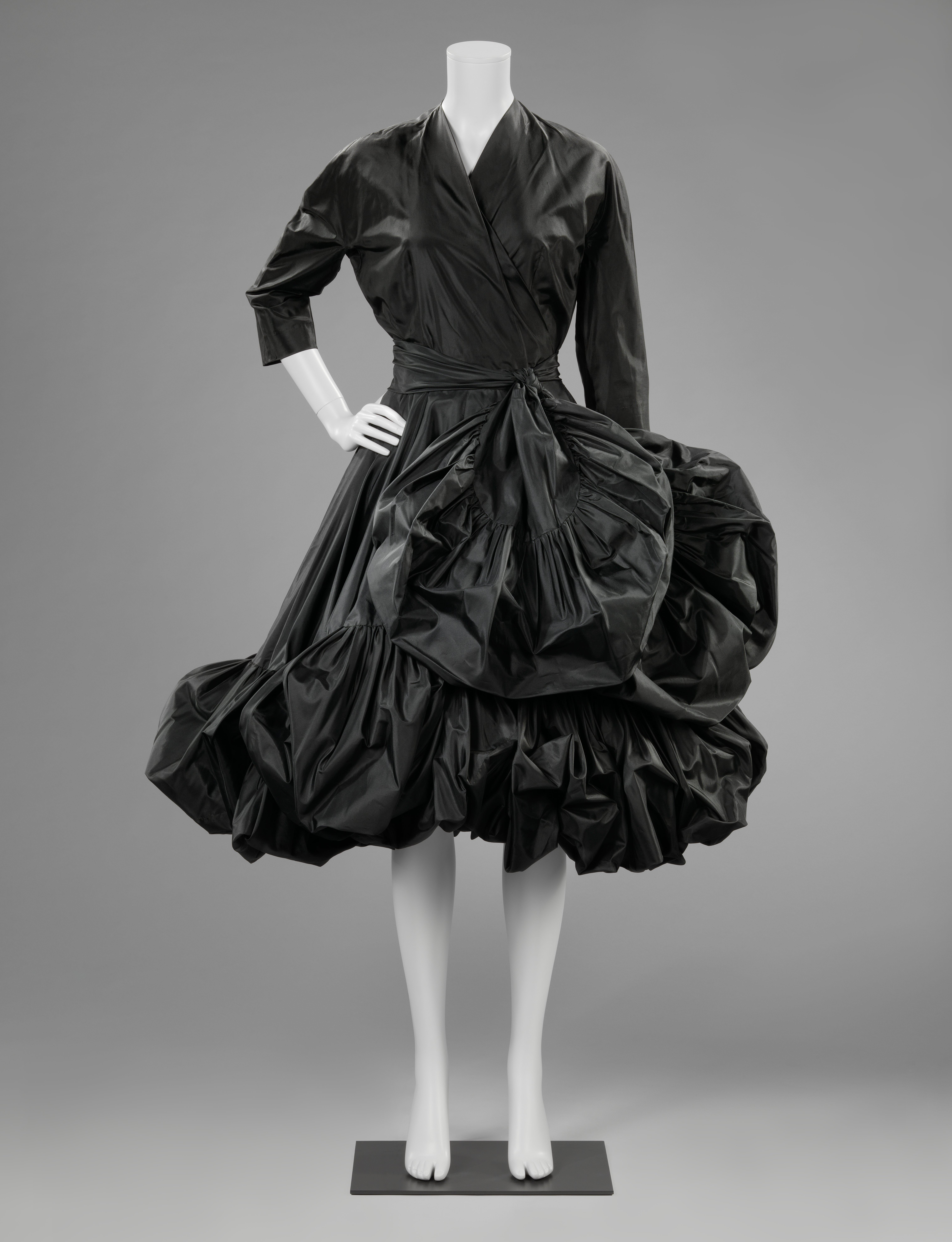
Modèle de robe Balenciaga (1951).

Après plusieurs années d'apprentissage chez divers couturiers, Hubert de Givenchy se décide à ouvrir sa propre maison. Sa première collection, composée d'éléments séparés faciles à coordonner, démontre une mode pratique, au style classique, élégant pour une femme jeune et moderne. Année après année, ce style va aller vers plus de simplification, mais sans négliger ornementation ou motifs. Sa collaboration avec Audrey Hepburn, dont il façonnera le style, est largement commentée. La clientèle de la maison est majoritairement américaine. En 1957, il fonde avec son frère les Parfums Givenchy.
La silhouette féminine continue à évoluer vers une ligne plus galbée ; tendance initiée immédiatement après la guerre, les jupes raccourcissent encore, Dior montre les genoux en 1953. Si les jambes se découvrent, la bienséance interdit de montrer ses bras avant la soirée. Mais les affres de la Guerre sont maintenant loin et il est de bon ton de recevoir chez soi ; les cocktails de fin de journée sont en vogue, et tous les couturiers dessinent des « robes de cocktail » soit fourreau, soit bouffantes inspirées de la silhouette New Look, mais toujours à épaules dénudées. Les grands bals et fêtes mondaines sont aussi de retour après la guerre. La « robe de bal » se doit d'être spectaculaire, débauche de luxe et de création de la part des couturiers.

### La ligne «sac»

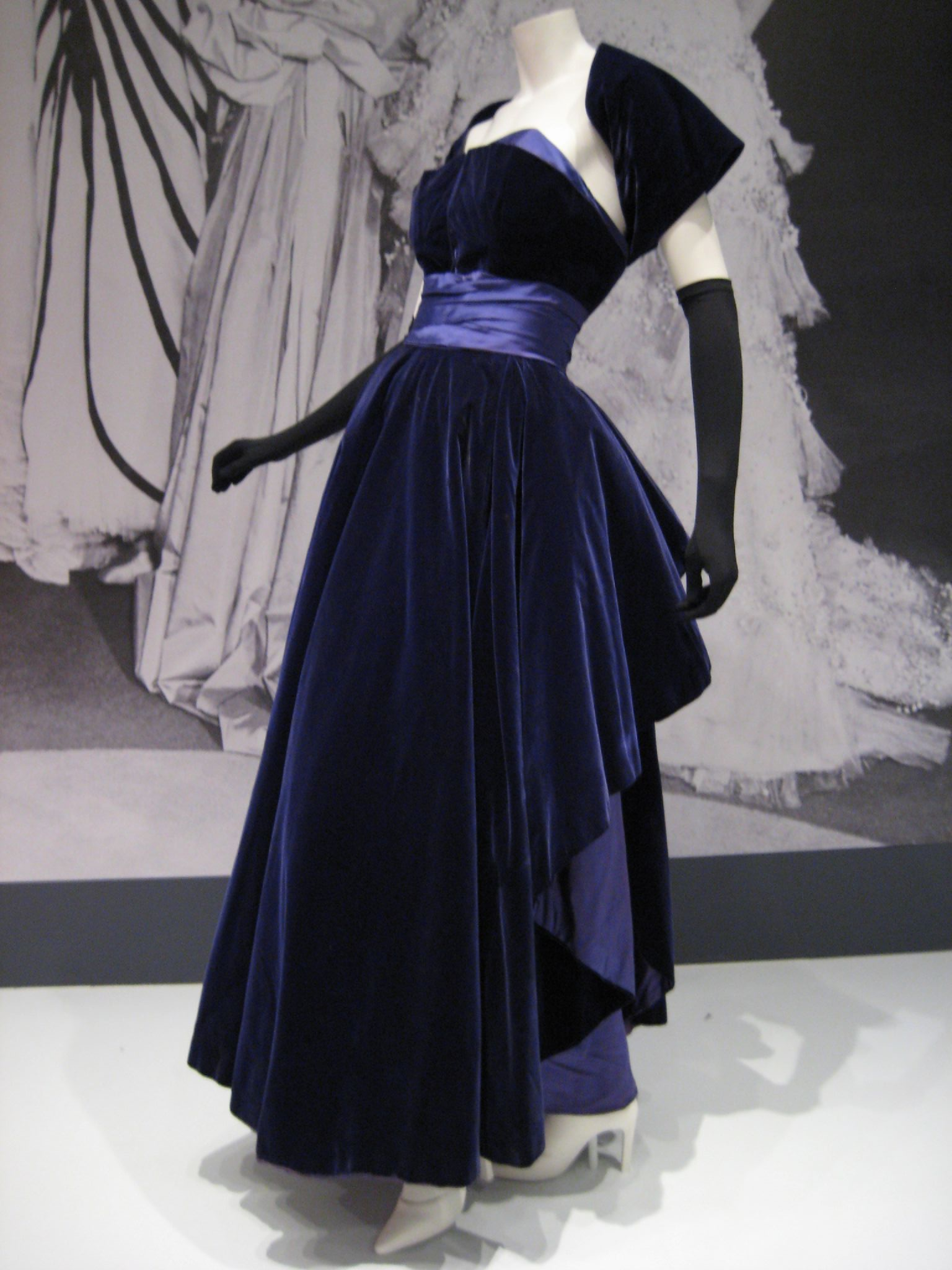
Robe et gant du soir Christian Dior, date incertaine ; collection du musée d'art d'Indianapolis.

Pierre Balmain, qui développe des lignes strictes et féminines pour le jour depuis l'ouverture de sa maison après-guerre, se fait connaitre également pour ses robes de soirée en satin, velours, organza, mousseline, ornementées de broderies ou imprimés. Son style appelé « Jolie Madame », orne une femme élégante, incarnation des années 1950. Le couturier réalise également de nombreux costumes pour le cinéma et habille plusieurs personnalités des cours royales d'Europe, des stars, créé des robes de mariée de mariages mondains,... Vers la fin de la décennie, son style devient épuré, jusqu'à la ligne tubulaire de 1958. Tout au long de cette décennie, il fait partie des couturiers développant des créations spécifiquement pour les jeunes filles, celles-ci rencontrant une plus grande liberté, face aux conventions, pour s'habiller. La jeunesse des années 1950 attire à elle des styles vestimentaires divers dont certains inspirés de la haute couture ou des costumes du cinéma ; d'autres sont créés ou adoptés par les plus jeunes,, comme une forme d'indépendance, tels le preppy ou le bobby-soxer aux États-Unis surtout, le jeans déjà popularisé à partir des années 1930 et qui connait une déferlante vingt ans plus tard associé à son image déviante, le blouson noir, le t-shirt ou la chemise à carreaux ; les différents courants musicaux, comme le swing ou le rockabilly, sont vecteurs de diffusion d'une mode propre à chacun.
Gabrielle Chanel, après de longues années d'absence, ouvre de nouveau sa maison et lance son iconique Tailleur ; d'un échec immédiat, celui-ci va devenir l'un des vêtements les plus emblématiques du XXe siècle. Les lignes strictes imposées dès 1947 s'assouplissent ; le New Look de Christian Dior disparaît progressivement avec les lignes successives « H », « A », « Y », « Flèche » puis enfin « Aimant », le couturier renouvelant ainsi ses principes et ses créations. À la mort de Dior fin 1957, c'est le tout jeune Yves Saint Laurent qui marquera le nom de la maison avec un renouveau de la ligne, rencontrant lui aussi un immense succès immédiat, prélude d'une longue carrière. Bien avant les premières collections de robes en forme de trapèze de Saint Laurent, Balenciaga puis Givenchy présente des collections aux formes épurées, surnommées « La ligne sac » par les journalistes qui n'appréciaient pas tous. Les formes féminines qui prévalent au début de la décennie ont laissé place à une ligne moins aiguisée : « Le flou, qu'on le veuille ou non, a libéré la silhouette du corsetage et de l'ajusté. Les tissus fluides, glissants ont pris le pas sur les lainages raides et les soieries cassantes. Une grande vague de souplesse jette ses ondes douces sur le corps mince mais galbé. La femme 1958 a des formes menues certes, mais elle en a, car la robe « sac », sans l'appui discret de la poitrine et des hanches, serait fade, ce qui n'est pas. » Le pardessus remplace peu à peu le manteau en journée et le cardigan est un basique.
Le magazine Elle est fondé en 1945. Le succès est rapidement au rendez-vous avec plus d'un demi-million d'exemplaires, le magazine devient un prescripteur important pour la mode des années 1950. Edmonde Charles-Roux intègre ce nouveau magazine, avant de rejoindre le Vogue français qui dès 1947, va reprendre un rythme normal à la suite de sa suspension pendant la Guerre et sa reprise progressive. Maurice-Augustin Dabadie du Figaro est « tout-puissant ». L'Officiel est de tous les défilés, ainsi que L'Art et la Mode. Modes & Travaux fait ses couvertures de la haute couture, illustrées par Jacques Demachy ou Pierre Mourgue. Partout dans le monde les journaux ont leur page « mode ». La presse des États-Unis, particulièrement respectée, est présente dès la fin de la Guerre, ouvrant des bureaux en France, envoyant correspondants de presse et photographes de mode en résidence à Paris.
Les deux magazines américains que sont Harper's Bazaar et Vogue se livrent une concurrence féroce. Les personnalités qui s'opposent par l'intermédiaire de leur publication marqueront durablement l'histoire des magazines de mode : d'un côté, la très influente Carmel Snow, Diana Vreeland, et Alexey Brodovitch aidés de Richard Avedon le photographe emblématique qui réalise Dovima et les Éléphants ; de l'autre au Vogue, Alexander Liberman et Edna Woolman Chase, avec Irving Penn ; ce dernier est alors « au sommet de son art ». Beaucoup de photographes commencent leur carrière après-guerre tel Norman Parkinson qui signe un contrat avec les éditions Condé Nast en 1949, ou l'Américain Henry Clarke dont l'installation à Paris se fait la même année. Guy Bourdin commence quelques années plus tard au Vogue français grâce à l'entremise de Michel de Brunhoff. Georges Dambier, prolifique photographe, s'entoure des plus beaux mannequins, de Capucine à Ivy Nicholson (en), de Sophie Litvak à Marie-Hélène Arnaud. L'illustrateur Carl Erickson meurt en 1958 après une longue carrière. L'illustration de mode, technique indispensable aux magazines jusque vers les années 1930, a été supplantée par la photographie. Seul René Gruau reste sur le devant de la scène avec les couvertures de presse et les publicités qu'il réalise.
En 1959, la haute couture, toujours en régression, représente 94 millions de francs de chiffre d'affaires, 700 millions pour les accessoires, 8 000 employés et une cinquantaine de maisons de haute couture,. Depuis quelques années, plusieurs couturiers ont créé des lignes secondaires, de « diffusion », plus abordables et vendent par l'intermédiaire des grands magasins ou de boutiques distinctes. Pierre Cardin, précurseur, présente au Printemps sa collection de prêt-à-porter en 1959. Allant à l'encontre des règles édictées par la Chambre syndicale de la couture, Cardin est le premier couturier à se lancer dans le prêt-à-porter de façon aussi importante ; ceci exaspère ses confrères et la légende, maintes fois reprise, voudrait qu'il ait été exclu pour cela de la Chambre syndicale. C'est la fin de la mode des années 1950, la révolution stylistique est en marche vers les années 1960 de Courrèges, Emmanuel Ungaro ou Paco Rabanne, le jeans et la minijupe. Le prêt-à-porter de la prochaine décennie va bouleverser le modèle économique instauré par les couturiers depuis le milieu du XIXe siècle, c'est la fin de l'âge d'or de la haute couture en France ; Londres et son Swinging London sera la prochaine capitale de la mode.

## Chronologie sélective

### 1947
- Jeanne Lafaurie déménage sa maison rue Quentin-Bauchart et Jacques Griffe au 29 de la rue du Faubourg-Saint-Honoré.
- En décembre, le parfum Miss Dior est commercialisé au public.

### 1948
- Lucien Lelong se retire de la haute couture.
- Nina Ricci commercialise L'Air du temps.
- Jean Dessès ouvre avenue Matignon.
- Création par Marcel Boussac de Dior New York, filiale américaine ; l'antenne londonienne voit le jour quatre ans plus tard[84].

### 1949
- Dès cette année, Dior développe toutes sortes de produits sous licence, à commencer par les bas, puis de la lingerie.

### 1950
- Jeanne Lanvin meurt en 1946 ; sa fille engage l'expérimenté Antonio des Castillo quatre ans plus tard, la maison est rebaptisée Lanvin-Castillo.
- Pierre Cardin fonde son entreprise.
- André Courrèges entre chez Balenciaga.
- Inspiré par les Américains, Weill se lance dans le prêt-à-porter.

### 1951
- Hubert de Givenchy ouvre sa maison ; il la déménagera en 1959.
- Madeleine de Rauch engage un jeune assistant, Marc Bohan.

### 1952
- Création de l'entreprise Fusalp.
- Ghislaine de Polignac prend la direction du premier bureau de style créé en France par les Galeries Lafayette.

### 1953
- Pierre Cardin présente sa première collection de haute couture.
- Marcelle Chaumont prend sa retraite.
- Roger Vivier dessine les chaussures portées par Élisabeth II lors de la cérémonie de couronnement.

### 1954
- Jacques Fath lance avec Prouvost Jacques Fath Université marque de prêt-à-porter[85] ; il meurt en novembre et sa maison ferme trois ans plus tard.
- Sortie du film Sabrina avec Audrey Hepburn.
- Fondation du Comité Colbert.
- Nouvelle parution de Marie Claire, après la guerre, avec une formule différente.

### 1955
- Yves Saint-Laurent gagne, avec Karl Lagerfeld, le concours du Secrétariat international de la laine. Peu après, il entre comme assistant chez Dior sur les recommandations de Michel de Brunhoff.
- Le maroquinier italien Gucci créé un sac à main qui mettra une décennie à devenir le célèbre sac Jackie.
- Carven lance une ligne sportswear, se voulant plus abordable que la couture, intitulée Carven Junior[86].
- Lancement par les Parfums Christian Dior des rouges à lèvres Rouge Baiser ; déclinés en de multiples coloris, ils seront un immense succès.
- Ouverture de Bazaar, une boutique composée également d'un restaurant au sous-sol, l'ensemble étant aussi un lieu de rencontres artistiques. Créée à Londres sur King's Road par Mary Quant, elle deviendra l'un des symboles du Swinging London lors de la décennie suivante[87].

### 1956
- En avril, Grace Kelly se marie avec une robe d'Helen Rose qui sera maintes fois copiée[88]. Elle apparaît en couverture de Life, cachant sa grossesse derrière un sac qui va devenir un produit mythique.
- Jean Dessès ouvre une boutique au sein des Galeries Lafayette[89], premier essai de diffusion d'une marque loin des traditionnels réseaux de la couture.
- Balenciaga fait scandale avec sa robe-sac. Cette même année, il décide de ne plus respecter le calendrier officiel de haute couture, ce qui donne obligation aux médias à se déplacer spécifiquement pour lui[90].
- Gaby Aghion, fondatrice de Chloé, montre sa première véritable collection au Café de Flore.

### 1957
- Christian Dior meurt en Italie, Yves Saint Laurent lui succède pour quelque temps.
- Givenchy fait évoluer la « robe chemise » en « robe-sac ». Sera largement copiée par les fabricants industriels.
- Sortie du film Drôle de frimousse inspiré de la vie de Richard Avedon et Suzy Parker.
- Germaine Lecomte, grande couturière, ferme sa maison qu'elle a ouvert en 1920[91].

### 1958
- Mort de Michel de Brunhoff, homme de presse et de mode.
- Emanuel Ungaro entre chez Balenciaga, il y restera six ans.
- Aux alentours de cette année apparaît le mouvement des Mods à Londres.

## Exposition
- Les années 50, Palais Galliera, Paris, du 3 juillet au 15 novembre 2014, présentation en ligne